# Eumenidiopsis nitens
Eumenidiopsis nitens är en stekelart som först beskrevs av Giordani Soika 1938.  Eumenidiopsis nitens ingår i släktet Eumenidiopsis och familjen Eumenidae. Inga underarter finns listade i Catalogue of Life.